# Friedrich von Stroelin
Daniel Friedrich Stroelin, ab 1841 von Stroelin, (* 10. April 1794 in Stuttgart; † 1. September 1882 in Schorndorf) war ein württembergischer Oberamtmann.

## Leben und Beruf
Friedrich Stroelin wurde 1817 als Revisor bei der Regierung des Jagstkreises in Ellwangen angestellt, 1822 wurde er dort Assessor. Von 1825 bis 1831 war er Oberamtmann in Mergentheim und von 1831 bis 1860 in Schorndorf. 1860 trat er in den Ruhestand.

## Ehrung, Nobilitierung
1841 wurde Friedrich von Stroelin mit dem Ritterkreuz des Ordens der württembergischen Krone ausgezeichnet, welches mit dem persönlichen Adelstitel (Nobilitierung) verbunden war.